# Artesa de Segre (kommunhuvudort)
Artesa de Segre är en kommunhuvudort i Spanien.   Den ligger i provinsen Província de Lleida och regionen Katalonien, i den östra delen av landet, 400 km öster om huvudstaden Madrid. Artesa de Segre ligger 369 meter över havet och antalet invånare är 3 657.
Terrängen runt Artesa de Segre är kuperad norrut, men söderut är den platt. Runt Artesa de Segre är det ganska glesbefolkat, med 27 invånare per kvadratkilometer. Närmaste större samhälle är Agramunt, 12,7 km söder om Artesa de Segre. Trakten runt Artesa de Segre består till största delen av jordbruksmark.